# Marjostensaaret
Marjostensaaret är en ö i Finland. Den ligger i sjön Vaskivesi och Visuvesi och i kommunen Ruovesi i den ekonomiska regionen  Övre Birkalands ekonomiska region  och landskapet Birkaland, i den sydvästra delen av landet, 220 km norr om huvudstaden Helsingfors. Öns största längd är 1,1 kilometer i nord-sydlig riktning. Notera att namnet antyder att det är fråga om flera öar.